# Smaragdinomyia magnifica
Smaragdinomyia magnifica är en tvåvingeart som först beskrevs av James 1975.  Smaragdinomyia magnifica ingår i släktet Smaragdinomyia och familjen vapenflugor. Inga underarter finns listade i Catalogue of Life.